# Creteu
Segons la mitologia grega, Creteu (en grec antic Κρηθεύς) va ser un rei de Tessàlia, fill d'Èol i d'Enàrete.
Casat amb Tiro, filla de Salmoneu i neboda seva, va ser pare d'Èson, Feres i Amitàon. Va adoptar els dos fills que Tiro havia tingut amb Posidó abans del seu matrimoni, Pèlias i Neleu. De vegades se li atribueixen altres fills: Tàlau, pare d'Adrast, encara que a aquest se'l fa normalment fill de Biant, i una filla, Astidamia, que es va casar amb Acastos. Una altra filla, Mirina, es va casar amb Toant, rei de Lemnos.
Fundà la ciutat de Iolcos, la pàtria de Jàson i de Pèlias.